# Trichodesma setifera
Trichodesma setifera är en skalbaggsart som först beskrevs av Leconte 1858.  Trichodesma setifera ingår i släktet Trichodesma och familjen trägnagare. Inga underarter finns listade i Catalogue of Life.